# Kalanchoe bracteata
Kalanchoe bracteata är en fetbladsväxtart som beskrevs av S. Elliot. Kalanchoe bracteata ingår i släktet Kalanchoe och familjen fetbladsväxter. Utöver nominatformen finns också underarten K. b. virescens.

## Bildgalleri

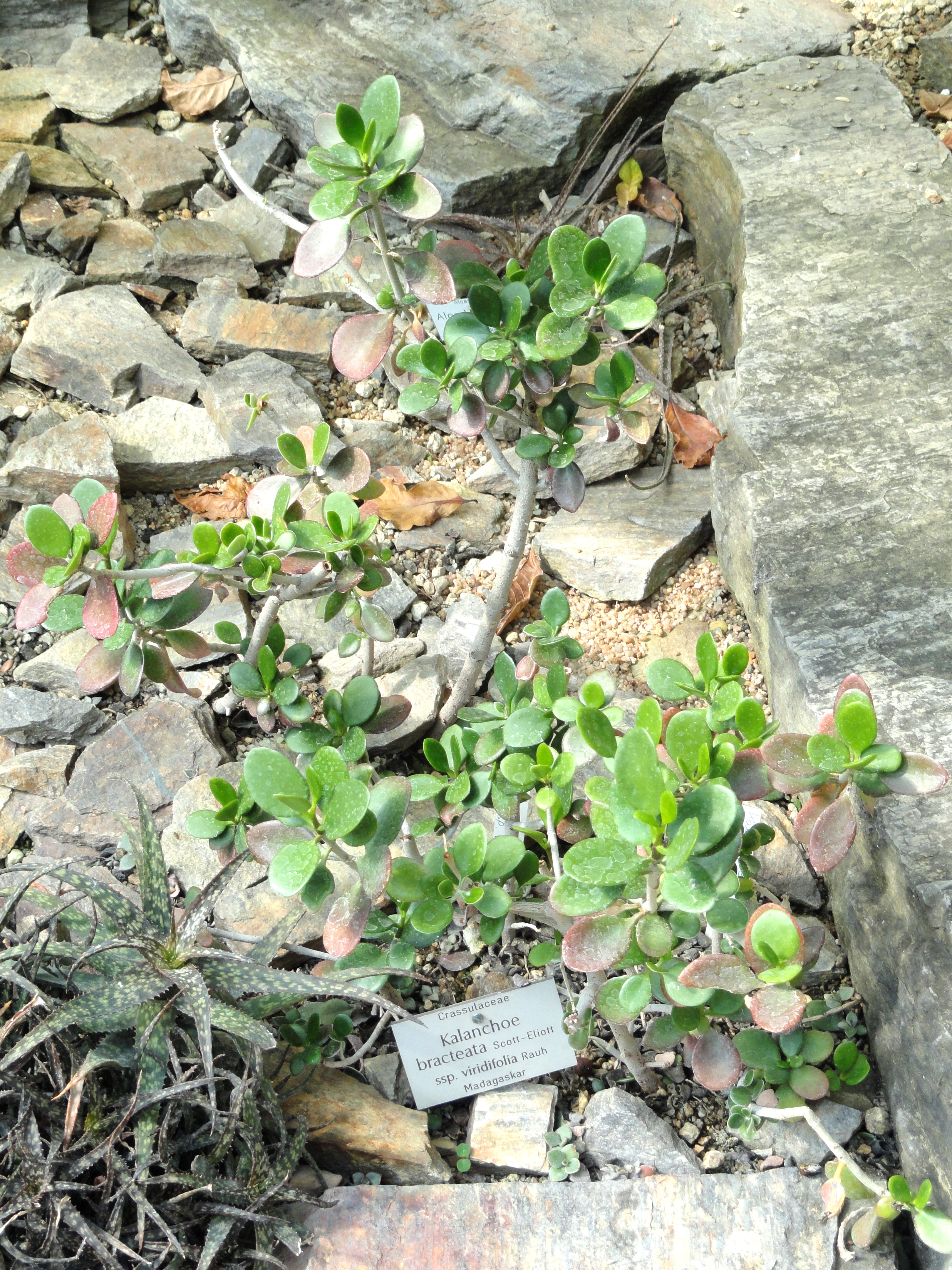